# صانع محتوى (يوتيوب)
صانع المحتوى في موقع يوتيوب (بالإنجليزية: YouTuber)‏ هو اسم يطلق على صانعي المحتوى في موقع اليوتيوب، ويعد اليوتيوبي الذي اكتسب شعبية من مقاطع الفيديو الخاصة به على موقع مشاركة الفيديو يوتيوب. تدعم الشبكات أحيانًا مشاهير اليوتيوب. وبعض منها لديه شركات راعية تقوم بالدفع لوضع منتجاتها في لقطات عبر اليوتيوب.

## طالع أيضًا
- قائمة قنوات يوتيوب الأكثر اشتراكا
- ميم إنترنت